# Bernhard Kornhuber
Bernhard Kornhuber (* 26. Dezember 1931 in Insterburg; † 8. November 2009) war ein deutscher Pädiater, Onkologe und Hochschullehrer.

## Leben
Kornhuber studierte von 1951 bis 1956 in Erlangen und Düsseldorf Medizin und promovierte 1957 in Düsseldorf. Er war im Anschluss Assistenzarzt an der Universitäts-Kinderklinik Erlangen und absolvierte 1960 die Weiterbildung zum Kinderarzt. 1969 wurde Kornhuber habilitiert und 1972 erfolgte die Ernennung zum Professor und Leiter der Abteilung für Pädiatrische Onkologie und Hämatologie an der Universitäts-Kinderklinik der Johann Wolfgang Goethe-Universität Frankfurt am Main. Dort baute er eine der deutschlandweit ersten selbständigen Behandlungseinheiten für blut- und krebskranke Kinder auf. 1973 war Kornhuber Mitbegründer der Gesellschaft für Pädiatrische Onkologie und Hämatologie, deren Vorsitzender er bis zum Jahr 1980 war. 1979 wurde Kornhuber zum Berater für das „Gesamtprogramm zur Krebsbekämpfung“ der Bundesregierung ernannt. Von 1980 bis 1986 fungierte er als Vorsitzender des Tumorzentrums Rhein-Main. Kornhuber engagierte sich in verschiedenen wissenschaftlichen Gesellschaften und in verschiedenen gemeinnützigen Stiftungen. Kornhuber erhielt 1992 die Ehrenplakette der Stadt Frankfurt am Main. Zudem wurde ihm im gleichen Jahr die Dr. Richard Hammer-Medaille der Landesärztekammer sowie die Dr. Bernhard Christoph Faust-Medaille des Hessischen Ministeriums verliehen. 1997 wurde Kornhuber zum Ehrendoktor der Universität Woronesch und zum Ehrenprofessor der Universität Chabarovsk ernannt. In Chabarovsk wurde das Kinderkrebszentrum nach ihm benannt.

## Schriften (Auswahl)
- Über die Autocytolyse der Leukocyten von Keuchhustenkranken, Düsseldorf, Med. Ak., Diss. v. 21. Aug. 1957.
- mit Herbert Breu: Onkologie, Springer, Berlin u. a. 1984, ISBN 978-3-540-13052-9.